# Crash Course
Crash Course (a volte scritto CrashCourse) è un canale YouTube di divulgazione, avviato dai fratelli John Green e Hank Green, già noti per il loro canale VlogBrothers. Originariamente, John presentava i corsi umanistici (chiamati Humanities), mentre Hank si occupava di quelli scientifici (The science stuff); man mano la serie si è allargata, includendo anche corsi tenuti da altri conduttori.
Crash Course è stato uno dei 100 canali del programma YouTube Original Channel Initiative, programma finanziato con 100 milioni di dollari da Google per portare contenuti originali su Youtube. Il canale è stato annunciato il 2 dicembre 2011. Al 26 giugno 2017, il canale ha più di 6 milioni di iscritti e più di 609 milioni di visualizzazioni. Nel novembre 2014, Hank Green annunciò che dal gennaio 2015 sarebbero stati prodotti e trasmessi nuovi corsi, grazie a una partnership con PBS Digital Studios.
Ad oggi sono state trasmesse 23 stagioni di Crash Course; Hank e John Green ne hanno presentate sei ciascuno e hanno co-presentato Big History con Emily Graslie. Dal 2015, grazie alla collaborazione con PBS, nuovi conduttori hanno partecipato alle serie: Phil Plait (Astronomy), Craig Benzine (U.S. Government and Politics e Film History), Adriene Hill (Economics e Statistics),  Jacob Clifford (Economics), Shini Somara (Physics), Andre Meadows (Games), Carrie Anne Philbin (Computer Science), Mike Rugnetta (Mythology), Nicole Sweeney (Sociology), Emily Graslie (Big History 2), Lily Gladstone (Film Production), Michael Aranda (Film Criticism), Thomas Frank (Study Skills) e Miriam Nielsen (Human Geography).
Un secondo canale, Crash Course Kids, è condotto da Sabrina Cruz e ha completato la sua prima serie, Science. Il primo corso non in inglese, un rifacimento di World History in lingua araba, è condotto da Yasser Abumuailek.

## Panoramica delle serie
| Serie | Serie                                                     | Episodi        | Prima puntata                                                   | Ultima puntata                                                   | Presentatore                                | Link |
| ----- | --------------------------------------------------------- | -------------- | --------------------------------------------------------------- | ---------------------------------------------------------------- | ------------------------------------------- | ---- |
|       | World History World History 2                             | 42 30          | 26 gennaio 2012 11 luglio 2014                                  | 9 novembre 2012 4 aprile 2015                                    | John Green                                  |      |
|       | Biology                                                   | 40             | 30 gennaio 2012                                                 | 29 ottobre 2012                                                  | Hank Green                                  |      |
|       | Ecology                                                   | 12             | 5 novembre 2012                                                 | 21 gennaio 2013                                                  | Hank Green                                  |      |
|       | English Literature Literature 2 Literature 3 Literature 4 | 8 16 9 12      | 15 novembre 2012 27 febbraio 2014 7 luglio 2016 7 novembre 2017 | 24 gennaio 2013 12 giugno 2014 8 settembre 2016 13 febbraio 2018 | John Green                                  |      |
|       | U.S. History                                              | 48             | 31 gennaio 2013                                                 | 6 febbraio 2014                                                  | John Green                                  |      |
|       | Chemistry                                                 | 46             | 11 febbraio 2013                                                | 13 gennaio 2014                                                  | Hank Green                                  |      |
|       | Psychology                                                | 40             | 3 febbraio 2014                                                 | 24 novembre 2014                                                 | Hank Green                                  |      |
|       | Big History Big History 2                                 | 10 6           | 17 settembre 2014 24 maggio 2017                                | 9 gennaio 2015 12 luglio 2017                                    | Hank Green John Green Emily Graslie         |      |
|       | Anatomy & Physiology                                      | 47             | 6 gennaio 2015                                                  | 21 dicembre 2015                                                 | Hank Green                                  |      |
|       | Astronomy                                                 | 47             | 15 gennaio 2015                                                 | 21 gennaio 2016                                                  | Phil Plait                                  |      |
|       | U.S. Government and Politics                              | 50             | 23 gennaio 2015                                                 | 4 marzo 2016                                                     | Craig Benzine                               |      |
|       | Kids: Science                                             | in corso       | 3 marzo 2015                                                    | in corso                                                         | Sabrina Cruz                                |      |
|       | Intellectual Property                                     | 7              | 23 aprile 2015                                                  | 25 giugno 2015                                                   | Stan Muller                                 |      |
|       | Economics                                                 | 35             | 8 luglio 2015                                                   | 9 giugno 2016                                                    | Adriene Hill e Jacob Clifford               |      |
|       | Philosophy                                                | 46             | 8 febbraio, 2016                                                | 13 febbraio 2017                                                 | Hank Green                                  |      |
|       | Physics                                                   | 46             | 31 marzo 2016                                                   | 24 marzo 2017                                                    | Shini Somara                                |      |
|       | Games                                                     | 29             | 1 aprile 2016                                                   | 16 dicembre 2016                                                 | Andre Meadows                               |      |
|       | Computer Science                                          | 40             | 22 febbraio 2017                                                | 21 dicembre 2017                                                 | Carrie Anne Philbin                         |      |
|       | World Mythology                                           | 41             | 24 febbraio 2017                                                | 28 gennaio 2018                                                  | Mike Rugnetta                               |      |
|       | Sociology                                                 | 44             | 13 marzo 2017                                                   | 12 febbraio 2018                                                 | Nicole Sweeney                              |      |
|       | Film History Film Production Film Criticism               | 16 15 in corso | 13 aprile 2017 24 agosto 2017 11 gennaio 2018                   | 3 agosto 2017 14 dicembre 2017 in corso                          | Craig Benzine Lily Gladstone Michael Aranda |      |
|       | Study Skills                                              | 10             | 8 agosto 2017                                                   | 10 ottobre 2017                                                  | Thomas Frank                                |      |
|       | Statistics                                                | in corso       | 24 gennaio 2018                                                 | in corso                                                         | Adrienne Hill                               |      |
|       | World History arabo                                       | in corso       | 19 gennaio 2018                                                 | in corso                                                         | Yasser Abumuailek                           |      |
|       | Theater and Drama                                         | in corso       | 9 febbraio 2018                                                 | in corso                                                         | Mike Rugnetta                               |      |
|       | Media Literacy                                            | in corso       | 27 febbraio 2018                                                | in corso                                                         | Jay Smooth                                  |      |
|       | History of Science                                        | in corso       | 26 marzo 2018                                                   | in corso                                                         | Hank Green                                  |      |
|       | Human Geography                                           | —              | —                                                               | —                                                                | Miriam Nielsen                              |      |

## Produzione
I corsi scientifici sono stati registrati in Missoula, Montana, nello stesso studio in cui sono stati registrati i video del canale SciShow. Le serie Biology e Ecology sono state filmate di fronte a uno schermo verde; dalla serie Chemistry in poi, invece, i video sono stati registrati di fronte a un set apposito. Le serie scientifiche sono state prodotte da Nicholas Jenkins, con le musiche e i suoni curati da Michael Aranda e Blake de Pastino come script editor.
Le serie umanistiche sono state girate in uno studio a Indianapolis, nello stesso studio in cui sono stati registrati i video dei canali The Art Assignment e Healthcare Triage. Le serie sono prodotte e girate da Stan Muller, Mark Olsen e Brandon Brungard.
Crash Course Kids è filmato in uno studio a Toronto, Ontario. La serie è diretta da Michael Arandae prodotta dal team di Missoula.
Crash Course Economics è stato ripreso nello YouTube Space di Los Angeles, California, e prodotto dal team di Indianapolis.
La grafica di tutte le serie tranne Biology and Ecology è fornita da Thought Café (precedentemente nota come Thought Bubble).

### Finanziamento
Il canale YouTube Crash Course è stato annunciato nel dicembre 2011 e lanciato nel gennaio 2012, grazie ai fondi del programma YouTube Original Channel Initiative
Nell'aprile 2013, John Green dichiarò che Crash Course era in difficoltà economiche. Nel luglio 2013, nel video A chat with YouTube, Hank Green espresse il suo disappunto riguardo al modo in cui YouTube stava cambiando politiche e controllando cosa veniva pubblicato. Quando i fondi finirono, i fratelli Green decisero di lanciare Subbable, un sito di crowdfunding tramite cui i visitatori del canale Crash Course potevano fare donazioni mensili al canale, in cambio di benefit. Hank Green dichiarò che la donazione doveva essere completamente volontaria, ispirata al concetto che gli iscritti al canale non avrebbero pagato perché obbligati, ma perché avevano a cuore il canale e volevano che continuasse a crescere. Crash Course è stato il primo progetto a essere finanziato tramite Subbable, ma oggi altri progetti possono ricevere donazioni tramite il sito A marzo 2015, Subbable venne acquisita da Patreon, e il crowdfunding di Crash Course si spostò sulla nuova piattaforma.
Nel 2014, il canale ha annunciato una partnership con PBS Digital Studios. Tramite questa partnership, nel 2015 è stato possibile introdurre nel team Phil Plait (che presenta il corso di astronomia) e Craig Benzine (che presenta quello sul governo americano; inoltre Hank Green condurrà un nuovo corso di anatomia e fisiologia, mentre un altro conduttore si occuperà di un corso di economia. John Green invece prenderà un anno sabbatico da Crash Course.

## Corsi artistici

### Games
Il 25 marzo 2016, sul canale YouTube di Crash Course venne caricata una breve anteprima di Crash Course Games. La serie tratta la storia dei giochi, includendo giochi da tavolo, videogiochi, giochi di carte, giochi di ruolo, sport ed altro ancora. La serie, condotta da Andre Meadows, durò dal 1 aprile al 16 dicembre 2016.

### Film
Il 6 aprile 2017 fu caricata un'anteprima di Crash Course Film. La serie è stata divisa in tre segmenti: il primo, Film History, è presentato da Craig Benzine e dura 16 episodi, dal 13 aprile 2017; La seconda, Film Production, presentato da Lily Gladstone; ed infine  Film Criticism, presentato da Michael Aranda. Criticism analizza film come Quarto potere, Aliens - Scontro finale, Selma - La strada per la libertà, Fa' la cosa giusta, Apocalypse Now, Moonlight, and 2001: Odissea nello spazio.

## Humanities

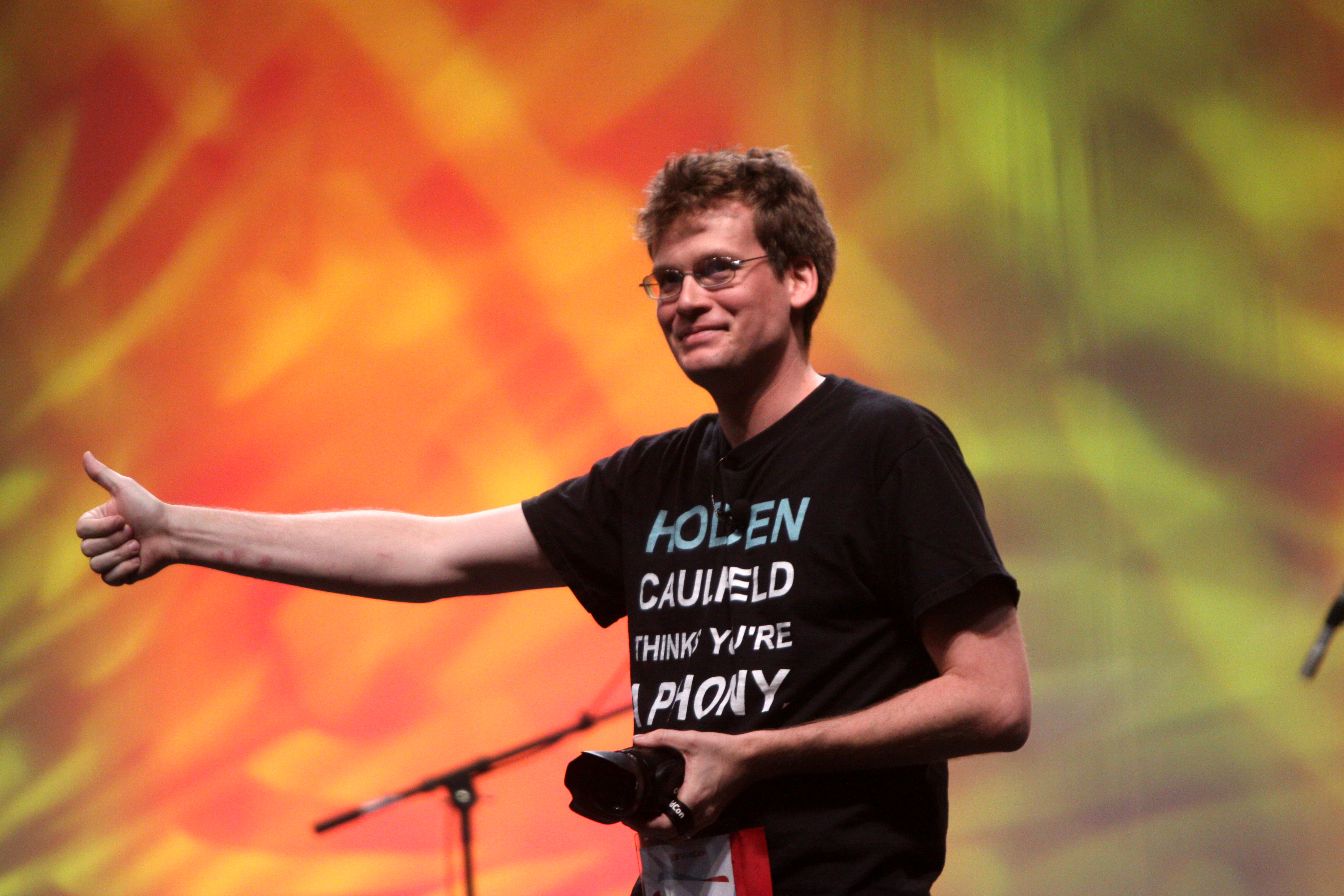
John Green, co-creatore di Crash Course.

John Green ha avviato il suo primo Crash Course il 26 gennaio 2012, con la serie World History, utilizzando il termine Humanities per riferirsi ai suoi corsi umanistici. Grazie alla partnership con PBS, nuovi presentatori sono stati introdotti nel progetto, anche per compensare la decisione di John di prendersi una pausa dal progetto: Craig Benzine (Government), Adriene Hill e Jacob Clifford (Economics) e Andre Meadows (Games).
Queste serie vengono prodotte nello studio di Indianapolis, tranne una serie del 2016, Philosophy, che è stata prodotta dal team di Missoula.

### World History
La prima serie lanciata sul canale Crash Course è stata Crash Course World History. La serie è stata condotta da John Green ed è stata pubblicata ogni giovedì dal 26 gennaio al 5 novembre 2012.
In ogni episodio, Green (al contempo presentatore e direttore esecutivo) elabora un argomento presentato nella prima parte dell'episodio. Il testo di ogni episodio è scritto da Raoul Meyer, professore di storia mondiale ed ex-insegnante di Green all'Indiana Springs School; il testo viene successivamente revisionato dallo stesso Green.
Crash Course World History ha dei leitmotiv ricorrenti: ad esempio, nel momento The Open Letter, Green legge una lettera aperta indirizzata a un personaggio storico, a un periodo, a un oggetto o a un concetto. A volte Green interagisce con una versione più giovane e ingenua di se stesso, che chiama Me from the past: solitamente questo personaggio fa domande ingenue o osservazioni ovvie sull'argomento trattato.
In questa serie, Green incoraggia spesso i suoi spettatori a leggere la storia non attraverso la lente dell'Eurocentrismo, ma tenendo in considerazione il contesto storico generale. La serie ha avuto un ampio successo, attraendo milioni di spettatori; in particolare è stata ampiamente seguita dagli studenti americani iscritti ai corsi di storia mondiale dell' Advanced Placement, ed è stata anche usata da diversi insegnanti per integrare i propri corsi. Diversi episodi sono stati anche messi in evidenza in pubblicazioni online.
La serie si è conclusa giovedì 9 novembre 2012, dopo 42 episodi. Il 27 giugno 2014, tramite un video in anteprima, John Green ha annunciato che World History sarebbe tornato per una seconda stagione, con altri 30 episodi. La serie è cominciata l'11 luglio 2014, con un episodio sulla civilizzazione, terminando il 4 aprile 2015 con alcune predizioni riguardo al futuro.
Nel 2018, una edizione di World History in lingua araba, condotta da Yasser Abumuailek, sarà prodotta da Deutsche Welle e caricata sul loro canale arabo su YouTube.

### Literature
La seconda serie condotta da John Green è stata sulla letteratura inglese, inizialmente composta da otto episodi trasmessi dal 15 novembre 2012 al 24 gennaio 2013. Tra le opere trattate troviamo Romeo e Giulietta, Il giovane Holden, Il grande Gatsby e le poesie di Emily Dickinson.
Nel febbraio 2014 è stata annunciata la seconda stagione, sempre condotta da John Green. La seconda serie conta sedici episodi, trasmessi dal 27 febbraio al 12 giugno 2014, e ha trattato opere come l'Odissea, Edipo re, Il buio oltre la siepe, Mattatoio n. 5, Frankenstein e Amatissima.
Nel gennaio 2016, John Green annunciò che la terza stagione di Crash Course Literature sarebbe uscita la successiva estate.
Questa stagione tratta Le avventure di Huckleberry Finn, Uomo invisibile, Cent'anni di solitudine, I loro occhi guardavano Dio, Sula, Il signore delle mosche e alcuni sonetti di William Shakespeare.
Il 4 aprile 2017 John Green ha rivelato in un video su Vlogbrothers che una quarta stagione sarebbe uscita nell'autunno 2017, menzionando 1984 di George Orwell come possibile opera trattata. Il 22 giugno seguente, presso la VidCon, fu annunciata la lista completa delle opere: 1984, Il racconto dell'ancella, La parabola del seminatore, Candido, Macbeth, Gita al faro, The Yellow Wallpaper, e Orgoglio e pregiudizio.

### U.S. History
Il 24 gennaio 2013, nell'episodio finale del corso sulla letteratura inglese, John Green annunciò che il corso sarebbe stato seguito da un corso sulla storia degli Stati Uniti d'America, a partire dal 31 gennaio 2013. La serie è composta da 48 episodi ed è stata scritta da Raoul Meyer. Come già di prassi per il corso di storia mondiale, anche nel corso di storia americana Green cerca di mantenere una visione aperta e non-occidentale della storia. Il leitmotiv della lettera aperta viene sostituita dal Mistery Document, un momento in cui Green prende un manoscritto da uno scomparto segreto nel camino e lo legge a alta voce, dopodiché cerca di capire chi sia l'autore o quale sia la fonte. Se sbaglia, viene punito con una piccola e innocua scossa elettrica. La serie si è conclusa il 6 febbraio 2014

### U.S. Government and Politics

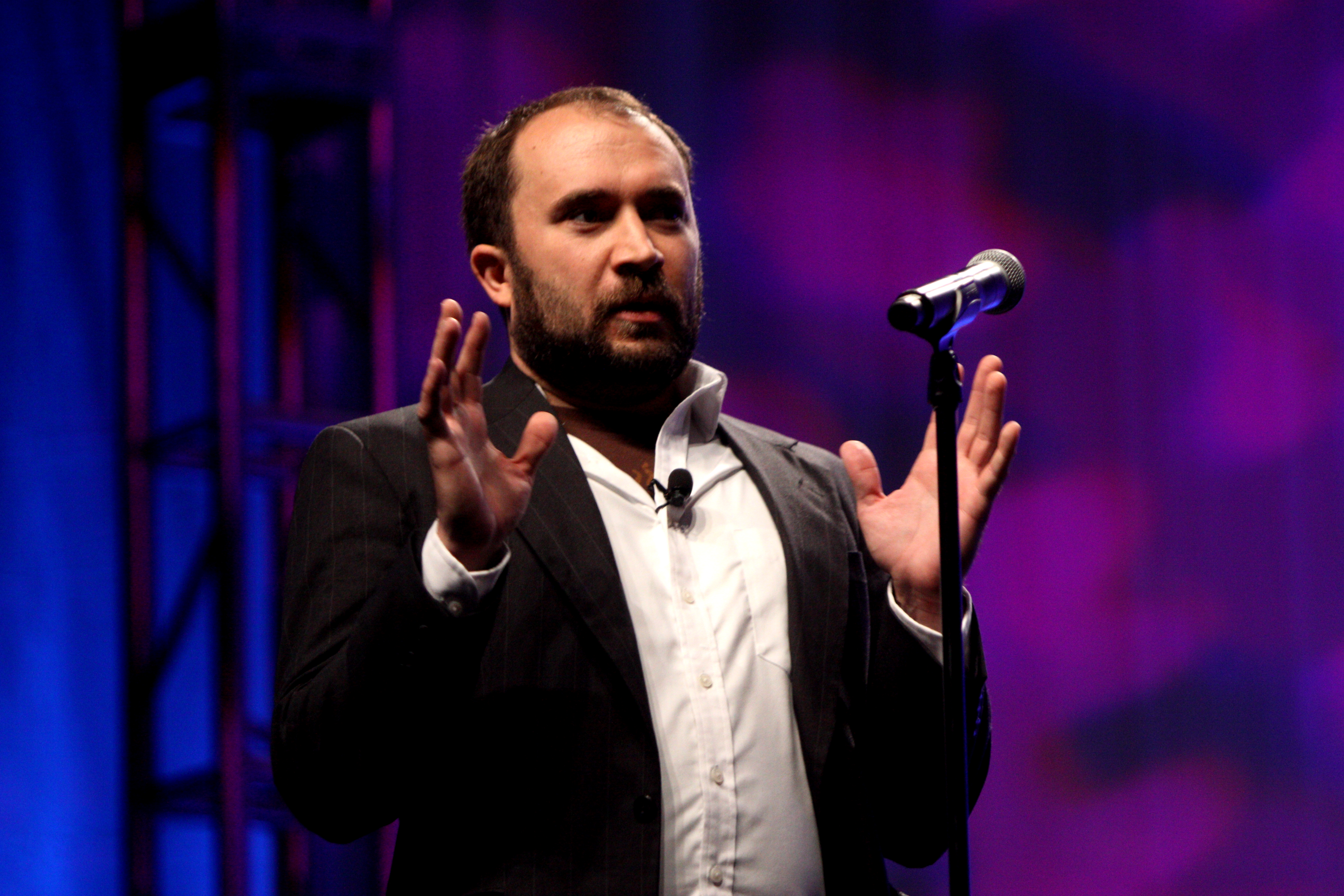
Craig Benzine, conduttore di U.S. Government and Politics e Film History.

Grazie alla partnership con PBS Digital Studios, una nuova serie sul governo e sulla politica degli Stati Uniti d'America è stata affidata a Craig Benzine, già noto su YouTube come WheezyWaiter. Il corso fornisce una panoramica su come il Governo federale degli Stati Uniti d'America dovrebbe funzionare e su come funziona realmente.
La serie è durata dal 23 gennaio 2015 al 4 marzo 2016.

### Economics
Nel novembre 2014 Hank Green annunciò tramite un video la partnership con PBS Studios e le nuove serie di Crash Course in arrivo nel 2015, tra cui nominò anche una serie sull'economia. Nel febbraio 2015, John Green annunciò che i presentatori di questa serie sarebbero stati Adriene Hill e Jacob Clifford e a luglio 2015 una video anteprima è stata caricata sul canale di Crash Course. La serie è durata dal 8 luglio 2015 al 9 giugno 2016.

### Philosophy
Il 18 gennaio 2016, Hank Green annunciò che avrebbe condotto una nuova serie riguardante la filosofia da febbraio 2016. Il primo episodio viene rilasciato l'8 febbraio. Philosophy è il primo corso a possedere uno sponsor, Squarespace. La serie si concentra su questioni riguardanti la logica e la filosofia della scienza.

### Human Geography
Il 12 ottobre 2016, il canale YouTube di Crash Course carica una breve anteprima di Crash Course Human Geography. è condotta da Miriam Nielsen.
Il primo episodio fu pubblicato il 19 ottobre 2016, seguito una settimana dopo dal secondo; entrambi furono però rimossi il 27 ottobre. John Green spiegò su Twitter che la serie doveva essere rifatta a causa di gravi errori fattuali il 31 ottobre John Green spiegò che gli errori erano dovuti ad una produzione troppo affrettata dovuta a problemi di budget e personale.
Durante un AMA (Ask Me Anything) su Reddit durante ottobre 2017, John Green afferma che il corso non tornerà per molto trempo.

### Mythology
Il 17 febbraio 2017 viene caricata l'anteprima di Crash Course Mythology. Condotta da Mike Rugnetta, la serie comincia il 24 febbraio 2017, trattando di miti della creazione, pantheon, miti della distruzione, eroi, luoghi mitici, creature mitologiche, oggetti del mito, e miti nel mondo moderno.

## The science stuff

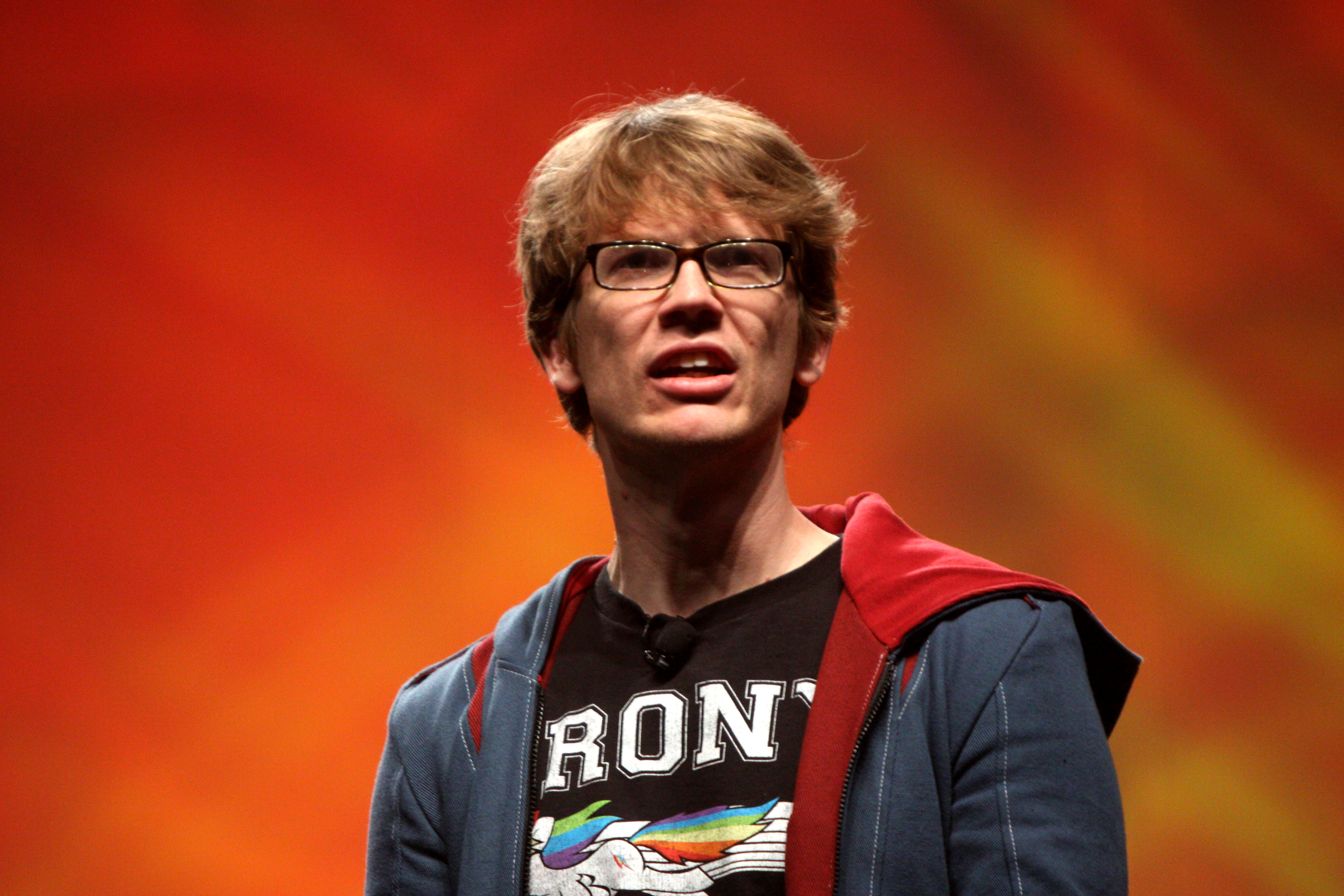
Hank Green, co-creatore di Crash Course, ha condotto molti dei corsi scientifici della serie.

Hank Green cominciò la sua serie di Crash Course con una serie sulla biologia il 30 gennaio 2015. John si riferisce alle serie di Hank con il nome di The science stuff, contrapponendo i video del fratello ai propri corsi chiamati Humanities. Grazie alla partenership con PBS Studios, è stato possibile ospitare altri conduttori: Phil Plait per Crash Course Astronomy e Shini Somara per Crash Course Physics.
Queste serie vengono prodotte nello studio di Missoula, tranne una serie del 2017, Computer Science, che è stata prodotta dal team di Indianapolis.

### Biology
La prima serie di Hank Green, Crash Course Biology è stata lanciata il 30 gennaio 2012 con l'episodio That's Why Carbon Is a Tramp. La serie conta quaranta episodi pubblicati ogni lunedì, fino al 22 ottobre 2012. La serie fa largo uso di umorismo per mescolare intrattenimento e contenuti educativi. Un leitmotiv del programma è il momento della Biolo-graphy, in cui Green presente una breve biografia della persona collegata con l'argomento dell'episodio. Alla fine di ogni episodio, Hank presenta un indice degli argomenti trattati (con un link che permette di far ripartire il video dal punto di interesse).
Nel luglio 2012, l'episodio sull'anatomia comparata è comparso in un articolo su Mashable.

### Ecology
Nell'episodio finale della serie sulla biologia, Green rivela che ci sarebbe stata una seconda serie con la stessa struttura della serie Biology, che avrebbe trattato argomenti di ecologia. La serie è cominciata il 5 novembre 2012 e conta dodici episodi.

### Chemistry
Nel gennaio 2013, Hank Green annunciò la nuova serie sulla chimica, strutturata come le serie sulla biologia e sull'ecologia. Hank affronta l'importanza della chimica per il mondo presentando la serie in un breve video in anteprima pubblicato il 4 febbraio 2013. La serie è partita l'11 febbraio 2013 e conta quarantasei episodi.

### Psychology
Il 3 gennaio 2014, Hank Green annunciò il lancio di una nuova serie sulla psicologia, cominciata poi il 3 febbraio 2014. La serie è terminata il 24 novembre 2014 con il quarantesimo episodio.

### Anatomy & Physiology
Nel novembre 2014. Hank Green annunciò che nel 2015 ci sarebbe stata una nuova serie riguardante l'anatomia e la fisiologia. La serie è cominciata il 6 gennaio 2015.

### Astronomy

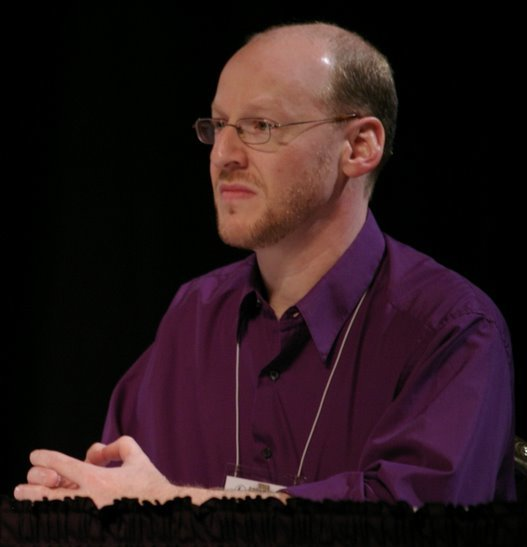
Phil Plait, conduttore della serie Astronomy.

A partire dal 15 gennaio 2015 Phil Plait presenta un corso di astronomia. Plait ha annunciato che il corso coprirà i principali argomenti di astronomia come i moti celesti, l'osservazione a occhio nudo, i pianeti, le eclissi, le stelle, le galassie e l'intero Universo.

### Physics
Il 29 gennaio 2016, il Tumblr di Crash Course conferma che il corso di fisica avrebbe debuttato a fine marzo, condotto da Shini Somara. Una breve anteprima video di Crash Course Physics è stata caricata su YouTube il 18 febbraio 2016.La serie debutta il 31 marzo 2016.

### Computer Science
Il 15 febbraio 2017 viene caricata un'anteprima di Crash Course Computer Science. La serie comincia il 22 febbraio, presentata da Carrie Anne Philbin, e tratta di elettronica ed informatica.

### Sociology
Il 28 febbraio 2017 viene caricata un'anteprima di Crash Course Sociology. La serie comincia il 13 marzo, presentata da Nicole Sweeney.

### Statistics
Il 17 gennaio 2018 viene caricata un'anteprima di Crash Course Statistics. Comincerà la settimana successiva, presentata da Adrienne Hill, già co-conduttrice della serie Economics.

## Altre serie

### Big History
Nel maggio 2014, John Green preannunciò una nuova, imminente serie di dieci episodi sulla Grande Storia, finanziata da una concessione di una delle associazioni di Bill Gates. Inizialmente la serie era trasmessa sul canale Big History Project (non sul canale Crash Course); solo a partire dal 19 agosto 2014 il canale cominciò a ospitare i nuovi episodi della serie Crash Course Big History. In questa serie si narra la storia dell'esistenza, dal Big Bang fino all'evoluzione della vita. Entrambi i fratelli Green hanno presentato la serie assieme a Emily Graslie. A partire dal 17 settembre 2014, gli episodi della serie Crash Course Big History sono stati pubblicati anche sul canale YouTube Crash Course.
Nel marzo 2017, Emily Graslie comunicò dal suo profilo Twitter che avrebbe partecipato a una nuova stagione di Big History. Il primo episodio della seconda stagione è programmato per il 24 maggio 2017.

### Intellectual Property
Nel febbraio 2015, John Green ha annunciato che il produttore Stan Muller condurrà una miniserie di sei episodi sulla proprietà intellettuale.

### Crash Course Kids
Il 23 febbraio 2015 è stata annunciata una nuova serie tramite un video anteprima, dedicata al mondo della scienza spiegato ai bambini. Questa serie sarà presentata da Sabrina Cruz, già nota su YouTube come NerdyAndQuirky.

### Study Skills
Il 18 luglio 2017, il team grafico Thought Café ha condiviso su Twitter un'immagine del calendario delle prossime serie di Crash Course, che includeva Study Skills con Thomas Frank per il successivo 8 agosto.

## Serie future
Il 16 ottobre 2017 Crash Course ha annunciato cinque nuove serie per il 2018: Engineering, Theater and Drama, History of Science, Media Literacy e Statistics.

## DVD e download
Tramite lo shop online di DFTBA sono disponibili i cofanetti DVD della serie Biology e della prima stagione di World History.
Nel giugno 2016 viene lanciato il sito ufficiale (http://thecrashcourse.com/), che offre il download di tutti gli episodi di ciascuna serie per la fruizione offline.